# 自贡高新技术产业开发区
自贡高新技术产业开发区位于四川省自贡市，是2011年经国务院批准升级为国家高新技术产业开发区的高新区，面积100平方公里，总人口20万人。

## 历史沿革
- 1992年： 四川省人民政府批准建立自贡高新技术产业开发区
- 2011年：经国务院批准，自贡高新技术产业开发区升级为国家高新技术经济开发区[2]